# Chrysotus brevitibia
Chrysotus brevitibia är en tvåvingeart som beskrevs av Van Duzee 1927. Chrysotus brevitibia ingår i släktet Chrysotus och familjen styltflugor. Inga underarter finns listade i Catalogue of Life.